# Embalse del Zújar
El embalse del Zújar fue construido en el año 1964, dentro de las actuaciones del Plan Badajoz para el suministro de agua a los cultivos de regadío que se instalaron en la zona. Al construirse el embalse de La Serena en el interior de su vaso, se redujo considerablemente su capacidad, pasando de los 700 a los actuales 309 hm³ y convirtiéndose este en el contraembalse del de La Serena. Dispone de una central hidroeléctrica a pie de presa.
Desde este embalse nace el Canal del Zújar, que abastece de agua a 4524 Ha de tierras en Vegas Altas del Guadiana.  
Bajo la presa del Zújar se encuentra el poblado de pescadores en las antiguas casas de los trabajadores que construyeron la presa.

## Entorno natural
En los márgenes del embalse existen repoblaciones forestales, principalmente de eucaliptos y grandes pastizales típicos de la zona.
Debido a su importancia ornitológica goza de la figura de protección ZEPA siendo una zona muy importante para la acogida de aves en los meses de invierno. Asimismo, el tramo fluvial del río Zújar aguas abajo de la presa, ha sido declarado Lugar de Interés Comunitario por su gran valor ecológico.

## Turismo
El embalse del Zújar está equipado con buenas infraestructuras turísticas con miradores, embarcaderos, playas y piscina natural, que permiten el disfrute del agua durante el verano. Además es una zona muy atractiva para la pesca debido a la abundancia y variedad de especies presentes, donde podemos encontrar carpas, barbos, bogas, lucios,...
A orillas del embalse se localiza el Complejo de Turismo Rural Isla del Zújar, lugar ideal para el descanso o disfrute de la naturaleza mediante la práctica de actividades como el descenso del río Zújar en canoas, pesca, senderismo, observación de aves,...